# Нарімановський район
Наріма́новський райо́н — адміністративна одиниця Росії, Астраханська область. До складу району входять 1 міське та 12 сільських поселень.
| Росія | Це незавершена стаття з географії Росії. Ви можете допомогти проєкту, виправивши або дописавши її. |